# Pyrausta potentalis
Pyrausta potentalis là một loài bướm đêm trong họ Crambidae.